# 6628 Донделія
6628 Донделія  (6628 Dondelia) — астероїд головного поясу, відкритий 24 листопада 1981 року.
Тіссеранів параметр щодо Юпітера — 3,279.